# Ammopiptanthus
Ammopiptanthus es un género de plantas con dos especies perteneciente a la familia Fabaceae.

## Taxonomía
El género fue descrito por Sze Hsu Cheng y publicado en Botaničeskii Žhurnal (Moscow & Leningrad) 44(10): 1381. 1959.
Etimología
Ammopiptanthus: nombre genérico compuesto que deriva de las palabras griegas: άμμος ammos ("arena") y del nombre genérico piptanthus. 

## Especies aceptadas
A continuación se brinda un listado de las especies del género Ammopiptanthus aceptadas hasta julio de 2014, ordenadas alfabéticamente. Para cada una se indica el nombre binomial seguido del autor, abreviado según las convenciones y usos.	
- Ammopiptanthus mongolicus (Kom.) S.H.Cheng
- Ammopiptanthus nanus (Popov) S.H.Cheng